# Thomas M. Edwards

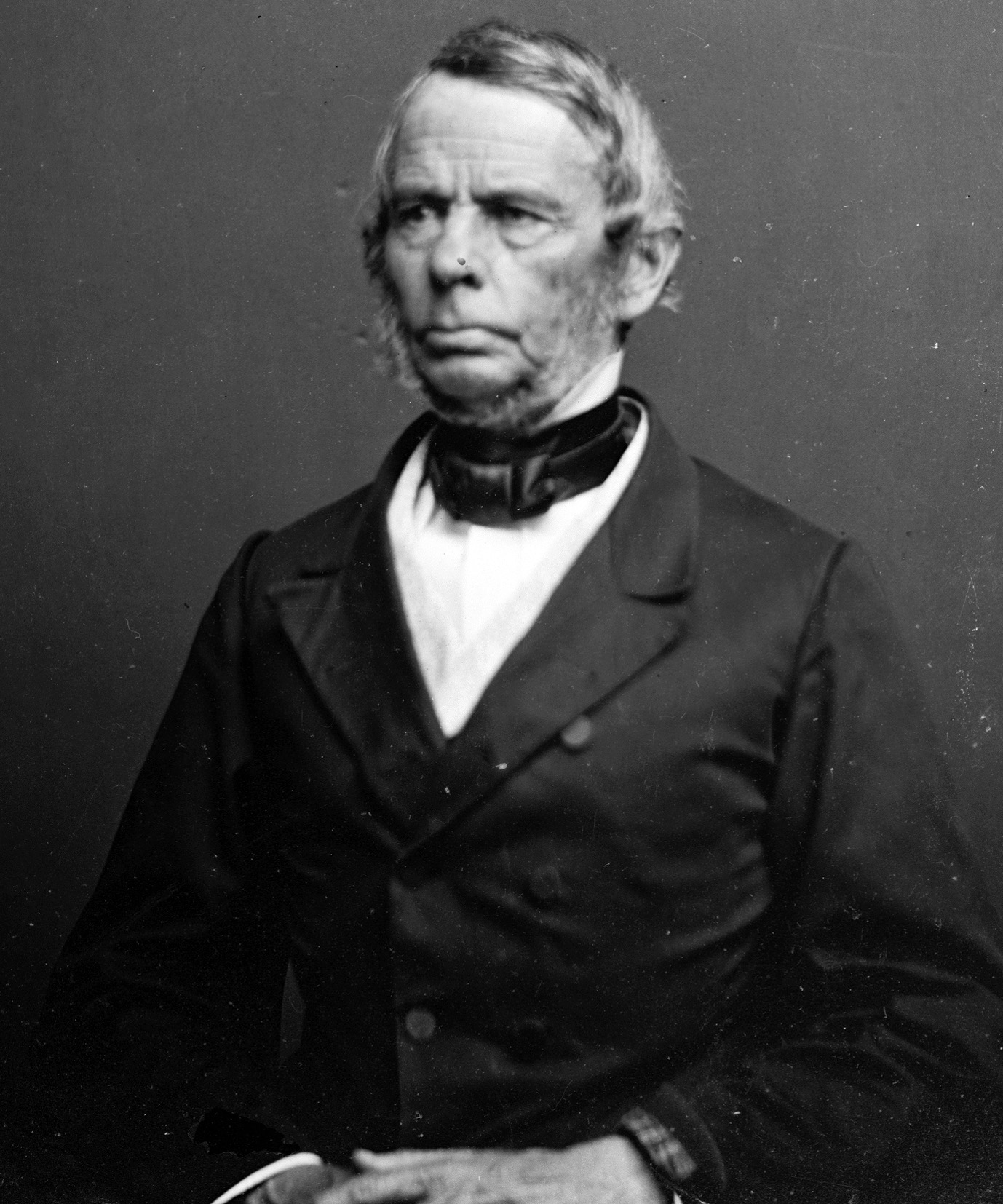
Thomas M. Edwards

Thomas McKey Edwards (* 16. Dezember 1795 in Keene, New Hampshire; † 1. Mai 1875 ebenda) war ein US-amerikanischer Politiker. Zwischen 1859 und 1863 vertrat er den Bundesstaat New Hampshire im US-Repräsentantenhaus.

## Werdegang
Thomas Edwards genoss zunächst eine private Schulausbildung und studierte danach bis 1813 am Dartmouth College in Hanover. Nach einem Jurastudium und seiner im Jahr 1817 erfolgten Zulassung als Rechtsanwalt begann er in Keene in seinem neuen Beruf zu arbeiten. Zwischen 1818 und 1829 war er in diesem Ort auch Posthalter. Zwischen 1834 und 1839 war er mehrfach Abgeordneter im Repräsentantenhaus von New Hampshire. Im Jahr 1845 gab er seine Anwaltstätigkeit auf; dafür stieg er in das Eisenbahngeschäft ein. Er überwachte den Aufbau der Cheshire Railroad und wurde deren erster Präsident. Außerdem wurde er Präsident einer Bank und einer Feuerversicherungsgesellschaft.
Edwards wurde Mitglied der Republikanischen Partei. 1858 wurde er im dritten Distrikt von New Hampshire in das US-Repräsentantenhaus in Washington, D.C. gewählt, wo er am 4. März 1859 die Nachfolge von Aaron H. Cragin antrat. Nach einer Wiederwahl im Jahr 1860 konnte er bis zum 3. März 1863 zwei Legislaturperioden im Kongress absolvieren, die von den Ereignissen des Bürgerkrieges überschattet waren. Im Kongress erlebte er den Auszug der Abgeordneten aus den Südstaaten, die sich der Konföderation anschlossen.
Im Jahr 1862 verzichtete Edwards auf eine weitere Kandidatur. Nach dem Ende seiner Zeit im Repräsentantenhaus nahm er seine früheren Tätigkeiten wieder auf. Thomas Edwards starb am 1. Mai 1875 in seinem Wohnort Keene, wo er auch beigesetzt wurde.